# Ainhum
Ainhum  também conhecida como dactylolysis spontanea é uma doença que constitui-se de um anel fibroso, que atinge, geralmente, o 5° pododáctilo criando uma superfície rugosa. Como consequência pode ocorrer amputação espontânea do dedo.
Cole descreveu quatro estágios de Ainhum :
| Grau | Progresso patológico  |
| I    | Abertura de ranhuras  |
| II   | A abertura é ulcerada |
| III  | Comprometimento ósseo |
| IV   | Auto-amputação        |